# Rio Torto (Valpaços)
Rio Torto es una freguesia portuguesa del concelho de Valpaços, con 11,67 km² de superficie y 573 habitantes (2001). Su densidad de población es de 49,1 hab/km².